# Luminosité gravitationnelle
Pour les articles homonymes, voir Luminosité (homonymie).
En astronomie, la luminosité gravitationnelle est la puissance rayonnée sous la forme d'ondes gravitationnelles par un ensemble d'astres, typiquement un système binaire, et en particulier lors de la phase de coalescence, c'est-à-dire au moment où les deux astres entrent en collision après qu'ils se sont progressivement rapprochés du fait de l'usure de leur orbite résultant de l'émission d'ondes gravitationnelles.
La luminosité gravitationnelle d'un processus est en général extrêmement difficile à calculer lors de la phase de coalescence, car celle-ci est difficile à modéliser numériquement. Cependant, un calcul d'ordre de grandeur permet de l'estimer, essentiellement à l'aide de la formule déterminant l'amplitude de la puissance rayonnée sous forme d'ondes gravitationnelles, formule appelée formule du quadrupôle. 
Les calculs montrent que dans les cas les plus favorables (coalescence de deux trous noirs de même masse), la luminosité gravitationnelle s'approche de l'ordre de grandeur de la luminosité de Planck.

## Notation
La luminosité gravitationnelle est couramment notée {\displaystyle {\mathcal {L}}}.

## Expression
La luminosité gravitationnelle est donnée par la seconde formule du quadrupôle. Celle-ci peut s'écrire :
{\displaystyle {\mathcal {L}}={\frac {G}{5c^{5}}}{\overset {\mathbf {...} }{Q_{ij}}}{\overset {\mathbf {...} }{Q^{ij}}}},
où la grandeur {\displaystyle Q_{ij}} est le moment quadrupolaire réduit.
La luminosité gravitationnelle {\displaystyle {\mathcal {L}}} d'une source d'ondes gravitationnelles de pulsation {\displaystyle \omega }, de masse {\displaystyle M} et de rayon caractéristique {\displaystyle R} s'écrit :
où :
- {\displaystyle G} est la constante gravitationnelle : {\displaystyle G=6,673\ 84(80)\times 10^{-11}\ {\mbox{m}}^{3}\ {\mbox{kg}}^{-1}\ {\mbox{s}}^{-2}} ;
- {\displaystyle c} est la vitesse de la lumière dans le vide : {\displaystyle c=2,997\ 924\ 58\times 10^{8}\ {\mbox{m}}\ {\mbox{s}}^{-1}} ;
- {\displaystyle s} est le facteur d'asymétrie.

Exprimons la masse {\displaystyle M} de la source en fonction de son rayon de Schwarzschild {\displaystyle R_{\text{S}}} :
{\displaystyle R_{\text{S}}={\frac {2GM}{c^{2}}}} donc {\displaystyle M={\frac {{c^{2}}{R_{\text{S}}}}{2G}}}.
Utilisons la vitesse caractéristique {\displaystyle v} de la source :
{\displaystyle v=\omega {R}}.
Nous obtenons une seconde expression de la luminosité gravitationnelle {\displaystyle {\mathcal {L}}}
où :
- {\displaystyle \Xi } est la compacité : {\displaystyle \Xi ={\frac {GM}{Rc^{2}}}}.

## Ordre de grandeur
La luminosité gravitationnelle est proportionnelle à la luminosité de Planck, notée {\displaystyle L_{\text{PL}}} et égale à :
{\displaystyle L_{\text{PL}}={\frac {c^{5}}{G}}}.
Numériquement, cette quantité est fantastiquement grande, de l'ordre de 1052 watts, soit 26 ordres de grandeur de plus que la puissance rayonnée (sous forme d'ondes électromagnétiques) par le Soleil.
Le temps pendant lequel cette puissance est rayonnée dépend, lui, de la masse, mais est cependant extrêmement bref.